# أوسكار غوميز
أوسكار غوميز (بالإسبانية: Oscar Gómez)‏ (مواليد 21 يوليو 1975) هو ملاكم أرجنتيني، مثّل بلاده في الألعاب الأولمبية الصيفية 1996.

## روابط خارجية
أوسكار غوميز على موقع أوليمبيديا (الإنجليزية)